# العكدة (بعدان)

تعديل مصدري - تعديل

العكدة محلة تابعة لقرية شعب الربيع، التابعة لعزلة الحرث بمديرية بعدان إحدى مديريات محافظة إب في الجمهورية اليمنية، بلغ تعداد سكانها 98 حسب تعداد اليمن لعام 2004.